# Warington Baden-Powell
Henry Warington Smyth Baden-Powell KC, FRGS (* 3. Februar 1847; † 24. April 1921) war Kronanwalt und Gründer der Seepfadfinder. Er war der älteste Bruder von Robert Baden-Powell, dem Gründer der weltweiten Pfadfinderbewegung.

## Leben
Im Jahr 1857 schloss er das St Paul’s College ab. Schon früh in seiner Karriere qualifizierte er sich als „Master Mariner“ und wurde zum Lieutenant der Royal Naval Reserve berufen. Das Interesse an kleinen Booten machte ihn zum faszinierten Kanuten. 1871, im Alter von 24 Jahren, paddelte und segelte er in einem Kanu auf der Ostsee mit Zwischenstopps in Deutschland, Dänemark und Schweden. Die gesammelten Erfahrungen schrieb er in seinem Buch Canoe Travelling, erschienen 1871, nieder. Er wurde zur „Bar in Trinity“ 1876 als ein „Barrister of the Inner Temple“ zugelassen und später zur „Admiralty Bar“. Er wurde Mitglied von mehreren wichtigen Organisationen mit dem Fokus Meer. Am 24. Dezember 1897 wurde er zum „King's Counsel“ (K.C.), dem Kronanwalt, als höchstgestellter Anwalt in Großbritannien bei männlichem Souverän, ernannt.
Er wurde weiterhin in den Rat der Royal Geographical Society als „Fellow of the Royal Geographic Society“ (F.R.G.S.) gewählt. Zudem hatte er eine Beteiligung in der „Shipwrights' Company“, die Mitgliedschaft im „Institute of Naval Architects Council“, der „Yacht Racing Association“ und des „Athenaeum Club“.

## Seepfadfinder
Die Idee des Seepfadfindertums, als erster spezialisierter Arbeitszweig der Pfadfinderbewegung, stammt von dem zehn Jahre jüngeren Robert Baden-Powell, nachdem bereits ein Jahr nach der Gründung der allgemeinen Pfadfinderbewegung 1907 im Sommer 1908 das erste Seepfadfinderlager durchgeführt wurde. Robert fragte seinen Bruder Warington, ob er seine Idee praktisch umsetzen konnte.
Warington Baden-Powell, der selbst begeisterter Segler war und als Anwalt der britischen Admiralität arbeitete, übernahm diese Aufgabe und schon im Jahr 1910 wurde die erste offizielle Sea Scouting Organization in England gegründet. Warington Baden-Powell verfasste bald darauf das offizielle Seepfadfinder-Handbuch Sea Scouting and Seamanship for Boys. Das Handbuch verkaufte sich gut und der Arbeitszweig wuchs an.
1912 wurde der Arbeitszweig offiziell in der britischen Scout Association eingeführt, nachdem zahlreiche Seepfadfindergruppen spontan von Jugendlichen gegründet worden waren. In den folgenden Jahren entstanden weitere Gruppen auf allen Kontinenten, die sich den nationalen Pfadfinderverbänden anschlossen.
Diese Arbeit an jungen Menschen ließ ihn bis zu seinem Tod im Alter von 74 Jahren nicht los, so dass zu seiner Beisetzung unzählige Seepfadfinder erschienen.

## Kanusegeln
Warington Baden-Powell war ein frühes Mitglied und Unterstützer des Royal Canoe Club, welchem er 1874 beitrat. Er entwickelte das Kanu zur speziellen Art des Segelschiffes, und in den späten 1870er nahmen Segel-Kanu an organisierten Rennen teil und erlaubten wagemutigen Anfängern für wenig Geld an einem kostenintensiven Sport der Besserverdienenden teilzunehmen. Somit gilt er als der Entwickler des Kanusegelns, deren erste Regatta 1882 in England stattfand.
Siehe auch: Kanusegeln

## Werke
- Canoe Travelling: Log of a Cruise on the Baltic, and Practical Hints on Building and Fitting Canoes, London; Smith, Elder; 1871
- Sea Scouting and Seamanship for Boys, Glasgow; Brown, Son & Ferguson; 1910